# Pikachu
Pikachu (ピカチュウ, Pikachū) é uma espécie fictícia pertencente à franquia de mídia Pokémon da Nintendo. Ele apareceu pela primeira vez no Japão em 1996, nos jogos eletrônicos Pokémon Red e Pokémon Green, sendo lançados fora do Japão em 1998 como Pokémon Red and Blue, e foi criado por Atsuko Nishida a pedidos do designer principal  Ken Sugimori. Originalmente criado como um personagem secundário, Pikachu tornou-se o mascote do universo Pokémon depois de ter sido escolhido como um dos personagens principais na adaptação televisiva do jogo, ao lado de seu treinador Ash Ketchum. Ele também é considerado o Pokémon mais popular da franquia.
Geralmente descrito como um rato elétrico, Pikachu foi criado pelo estúdio Game Freak e desenhado por Atsuko Nishida. Ele foi criado juntamente com a sua evolução, Raichu; a partir da segunda geração, ele também passou a ter uma pré-evolução, o Pichu. Pikachu é do tipo elétrico e ocupa a 25ª posição na Pokédex nacional, a enciclopédia que lista as diferentes espécies de Pokémon.
Pikachu é mundialmente famoso sendo considerado um ícone kawaii, e como um equivalente japonês do Mickey Mouse, sendo parodiado e aparecido em outras séries de animação ocidentais como Os Simpsons e Drawn Together.

## Desenvolvimento

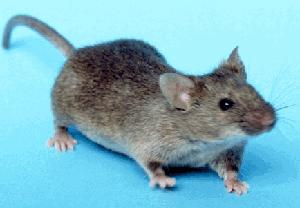
O desenho de Pikachu foi inspirado em um rato.

Sendo de propriedade da Nintendo, a franquia Pokémon apareceu no Japão em 1996, nos jogos eletrônicos Pokémon Red and Green. Seu conceito básico é a captação e formação de criaturas chamadas de Pokémon em lutadores por seu treinador pokémon. Cada Pokémon tem um ou dois tipos - tais como água, fogo ou planta - que determinam os seus pontos fracos e fortes em combate. Através do treinamento, eles aprendem novos ataques e podem evoluir para um outro Pokémon.
Ele foi criado como parte da primeira geração dos jogos Pokémon, Pokémon Red and Green, lançado fora do Japão, sob o título Pokémon Red and Blue.  é o primeiro Pokémon do tipo elétrico criado, por isso ele serve como um exemplo deste tipo de Pokémon.
Quanto ao nome Pikachu (ピカチュウ, Pikachū, em japonês), Satoshi Tajiri, criador de Pokémon, explicou em uma entrevista que ele foi criado a partir das onomatopeias japonesas de faísca (ピカピカ, pikapika) e do guincho de um rato (チュウチュウ, chūchū), assim apresentando-o como um rato elétrico; porém, alguns sites de fãs presumiram que viram este nome como uma referência para o pika. Quase todos os Pokémons tiveram os seus nomes adaptados no lançamento de Pokémon em outros países, porém Pikachu manteve o seu nome original, simplesmente transcrito em alfabetos latinos como "Pikachu", em cirílico como "Пикачу", e coreano como "피카츄", por exemplo.
Pikachu foi um dos primeiros Pokémons a ser criado. Mas a partir de 1996, quando o Pokémon Red e Green bateu todos os recordes de vendas no Japão, a Nintendo estava à procura de um mascote para representar a sua franquia. O primeiro derivado, o mangá Pokémon, tem como o principal Pokémon Clefairy, cujo único parceiro era Pikachu. No entanto, foi Pikachu que foi escolhido como mascote da franquia e o primeiro Pokémon de Ash na série animada; ele foi escolhido pelos desenvolvedores pela sua popularidade entre as crianças de ambos os sexos, e pelo seu aspecto kawaii, que ajudou a atingir o público mais jovem feminino. A sua pele amarela, uma das três cores primárias, também lhe permitiu ser facilmente reconhecível pelas crianças, pois o único personagem famoso mundialmente da mesma cor era o Ursinho Pooh.
Segundo a ilustradora original Atsuko Nishida, o design de Pikachu foi inspirado por um esquilo.

## Descrição
Descrito como um rato, os Pikachus são pequenos roedores de quarenta centímetros e de seis quilogramas, com um corpo redondo, e pernas curtas e uma longa cauda, possui duas listras marrom nas costas e a ponta de suas orelhas pretas, eles também têm dois discos vermelhos em cada bochecha e sua cauda quando macho tem um formato de um raio, mas se o Pikachu for fêmea sua cauda ganha um coração na ponta. Geralmente são bípedes facultativos. Como praticamente todos os Pokémons, o Pikachu não fala; na série animada, ele se comunica verbalmente repetindo as sílabas do seu nome com tons diferentes ou através da linguagem corporal.
De acordo com as Pokédexes, as enciclopédias fictícias Pokémon, os Pikachus são um Pokémon frugívoro que vivem em grupos florestais às escondidas, e são desconfiados, e podem monitorar a área ao seu arredor através de sua cauda. Pikachu é um tipo de Pokémon elétrico: os bolsos em suas bochechas, identificado por discos vermelhos que decoram, são capazes de gerar choques elétricos de intensidade variável, chegando até o nível de poder de um raio. Eles também o usam para se defender. Em vez de escalar árvores em busca de frutas, os Pikachus descarregam esses choques elétricos em pequena quantidade na base da árvore que fazem as frutas caírem no chão, facilitando a captura de alimentos; um fato curioso, é que quando um Pikachu está na presença de um campo magnético, é incapaz de descarregar eletricidade, causando sintomas semelhantes aos da gripe. Suas bochechas crepitam quando está irritado, ou quando se sente ameaçado. E quando ele está adormecido ele se recarrega durante o sono. A sua cauda permite que o Pikachu possa atrair um raio; em grupo, eles podem desencadear grandes tempestades.
Em combate, alguns de seus ataques mais poderosos de Pikachu são Thunderbolt e Thunder, todos de tipo elétrico; alguns Pikachus foram distribuídos em eventos promocionais que continham ataques que normalmente não poderiam aprender, como Surf e Fly. Um item específico, LightBall, permite duplicar suas estatísticas de ataque e de ataque especial (desde Pokémon Diamond e Pearl), bem como para transmitir para os futuros ovos das fêmeas Pikachu a capacidade de usar o golpe: "Volt Tackle", que também está entre um dos ataques mais poderosos que Pikachu pode usar em combate.
Pikachu ocupa o vigésimo quinto lugar na Pokédex nacional. Ele evolui para Raichu através da Pedra do Trovão - embora nos desenhos animados, ele se recusa a evoluir, bem como em Pokémon Yellow. Na segunda geração de jogos Pokémon aparece Pichu, uma pré-evolução de Pikachu, que vem de um ovo de Pikachu ou Raichu; ele evolui para Pikachu ao ganhar um certo nível de carinho nutrido de seu treinador.

## Aparições
Pikachu apareceu pela primeira vez em 1996 nos jogos eletrônicos japoneses Pokémon Red e Green. E hoje está presente em quase todos os jogos eletrônicos da franquia, tendo geralmente um papel secundário; e ocupa um dos papéis centrais na série de televisão, filmes e mangás baseados no universo Pokémon, e no jogo eletrônico Pokémon Yellow. É também um dos Pokémons representados em Pokémon Trading Card Game.

### Nos jogos eletrônicos

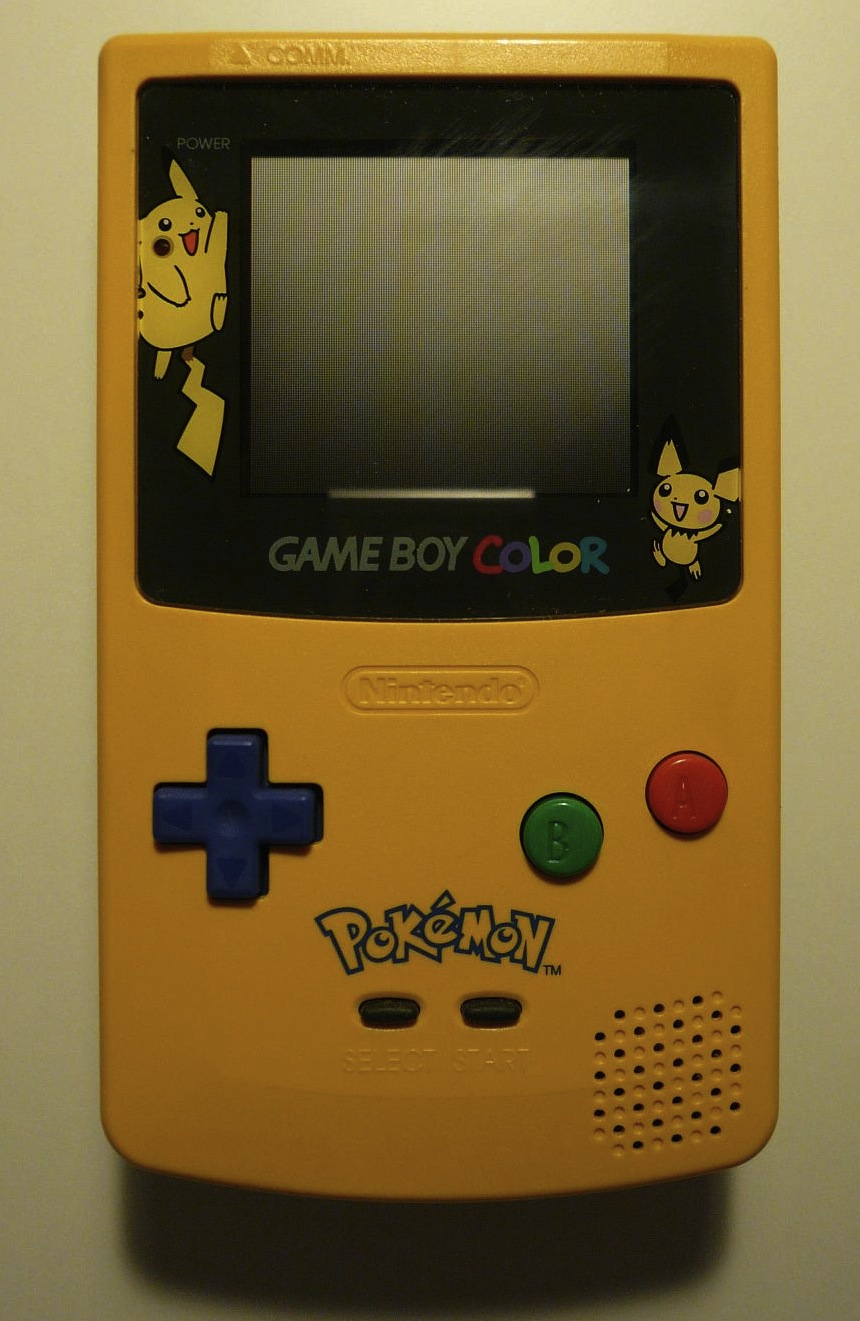
Pikachu em um Game Boy Color.

Pikachu aparece quase em toda a série de jogos eletrônicos de Pokémon, aparecendo pela primeira vez em 1996 nos jogos japoneses Pokémon Red (ポケットモンスター 赤, Poketto Monsutā Aka) e Pokémon Green (ポケットモンスター 緑, Poketto Monsutā Midori), no Ocidente, foi lançado sob o título Pokémon Red e Blue. Desde a primeira edição destes jogos, Pikachu sempre aparece de nível baixo e que pode ser capturado e nunca comercializado, exceto nas versões Black e White e Black 2 e White 2 no qual ele não aparece. O Pikachu de nível 88 utilizado pelo treinador Red que aparece no final de Pokémon HeartGold e SoulSilver é dito como o Pokémon de nivel mais alto entre todos os treinadores batalhaveis.

### Série de televisão e filmes

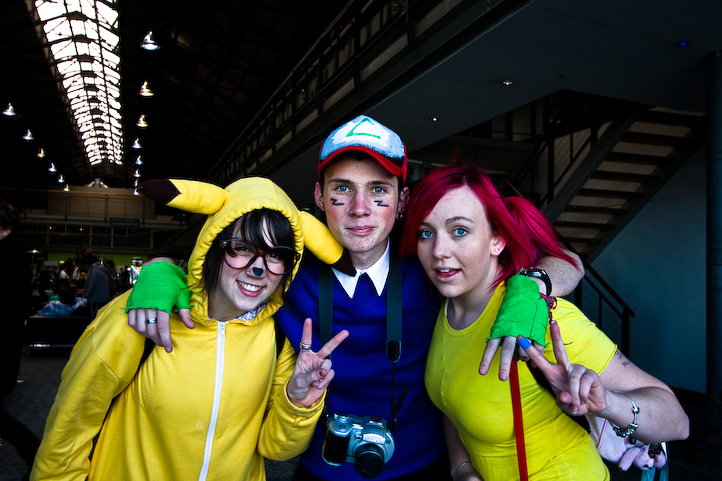
Da esquerda para a direita: cosplayers de Pikachu, Ash e Misty.

A série de anime e filmes retrata as aventuras de Ash Ketchum e seu Pikachu, em suas viagens por diversas regiões do universo Pokémon.
No primeiro episódio, Ash recebe seu Pikachu do Professor Carvalho como Pokémon inicial. Primeiramente, Pikachu ignora os pedidos de Ash, atacando-o frequentemente e se recusando a ser armazenado na forma convencional de transporte Pokémon, a Pokébola. Porém, Ash se arrisca para salvá-lo de um ataque de Spearow selvagens e o leva para um Centro Pokémon para curá-lo. Depois do fato, Pikachu começa a se aproximar de Ash e os dois se tornam amigos, mas ele continua a recusar a Pokébola. Pouco depois, Pikachu demonstra um grande potencial que o diferencia de outros Pikachu, levando a Equipe Rocket a tentar capturá-lo diversas vezes.
Outros Pikachu selvagens e treinados aparecem na série, frequentemente interagindo com Ash e seu Pikachu. O mais notável é o Pikachu de Richie, Sparky. Como a maioria dos Pokémon existentes, Pikachu se comunica apenas através de sílabas de seu nome. Ele é dublado por Ikue Ōtani.

### Em outras mídias
Pikachu é um dos Pokémon utilizados em diversos mangás da franquia. Em Pokémon Adventures, os personagens Red e Yellow treinam o mesmo Pikachu em momentos diferentes. Alguns mangás, como As Aventuras Elétricas de Pikachu, retratam especificamente o Pikachu de Ash em histórias diversas.
Cards colecionáveis de Pikachu já existem desde o lançamento do jogo de cartas Pokémon Trading Card Game em 1996, incluindo cards em edições limitadas. O personagem também já foi usado em campanhas promocionais de redes de fast-food como McDonald's, Wendy's e Burger King. Também é alvo de diversas paródias.

## Recepção

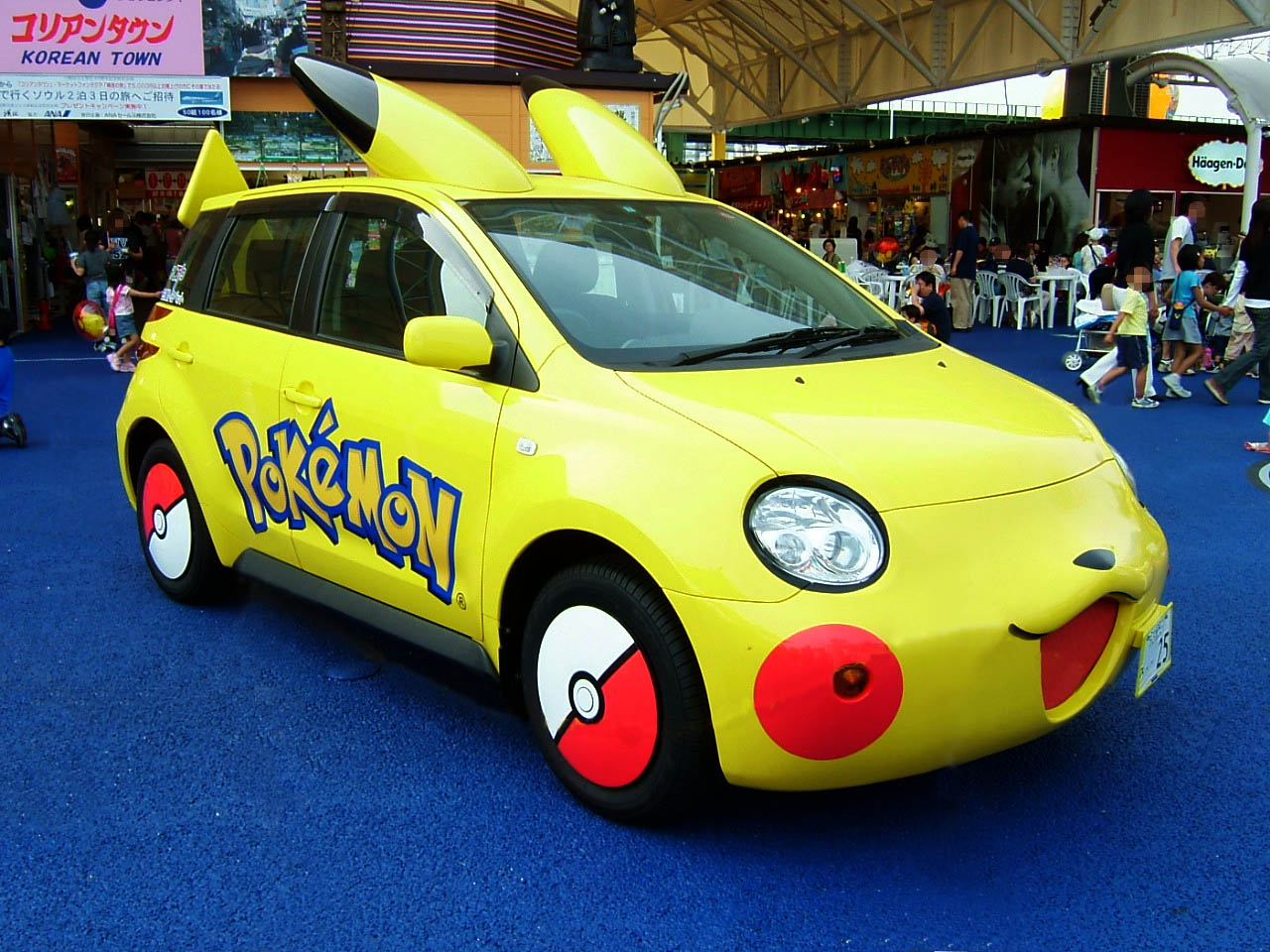
Um Toyota Ist customizado como o personagem, em Nagoia, Japão.

Pikachu é um personagem muito popular no mundo, principalmente no Japão, ao ponto de ter sido chamado como o equivalente japonês de Mickey Mouse. E considerado um ícone da cultura kawaii. Além de ser o mascote, ele é o personagem mais popular da franquia. De modo que, mostrando apenas a sua imagem, o Pokémon amarelo é facilmente reconhecido por adolescentes e adultos. Foi o oitavo personagem de ficção mais lucrativo em 2002, segundo levantamento da revista Forbes.